# Porphyrinia amasina
Porphyrinia amasina är en fjärilsart som beskrevs av Eduard Friedrich Eversmann 1842. Porphyrinia amasina ingår i släktet Porphyrinia och familjen nattflyn. Inga underarter finns listade i Catalogue of Life.